# Hallandstrafiken

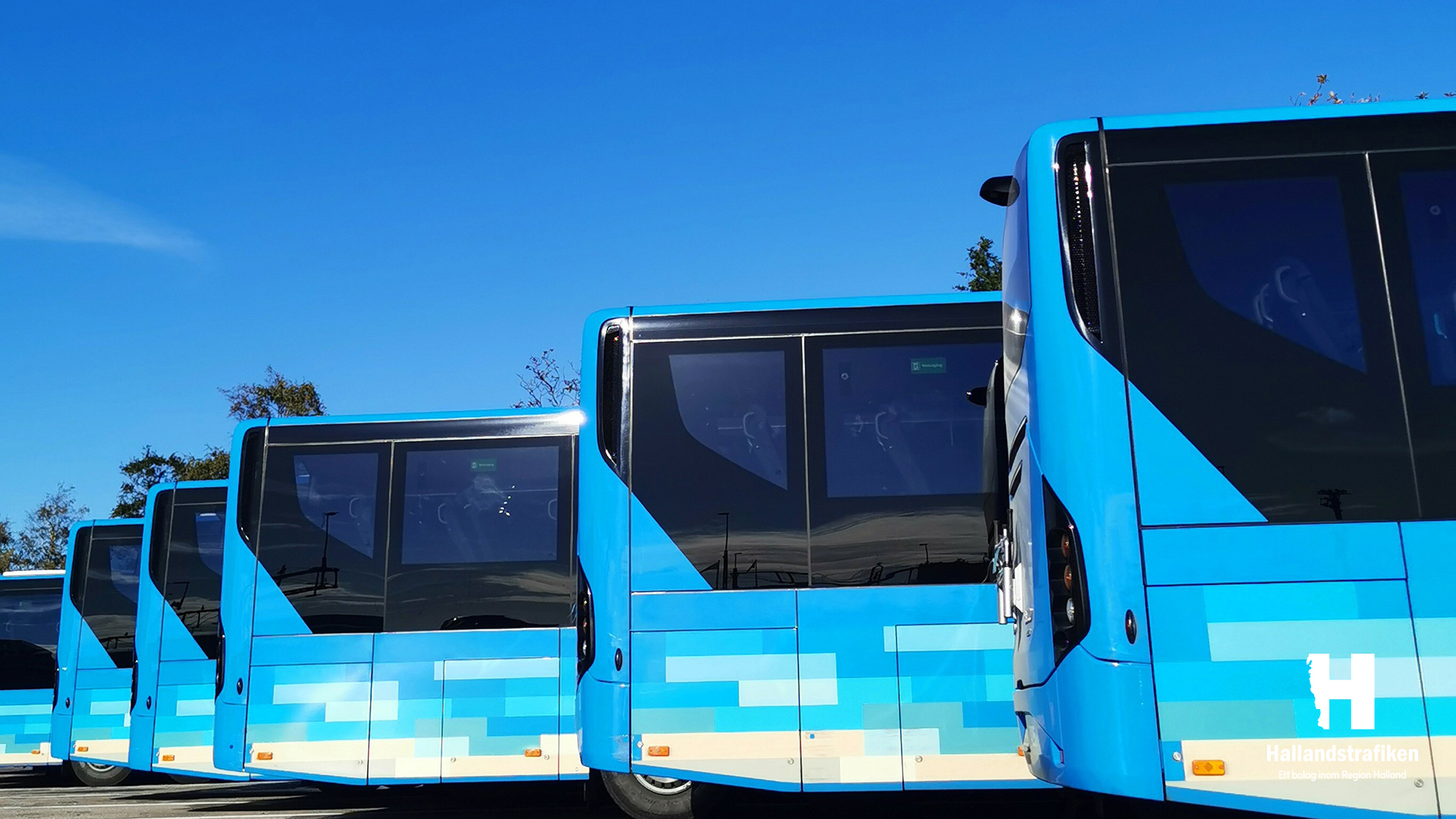
Alla Hallandstrafikens fordon drivs sedan den 15 juni 2020 av förnybara bränslen. De flesta går på biobränsle eller fossilfri diesel. Och hela 25 procent av resorna i stadstrafiken körs med elbussar.

Hallandstrafiken ansvarar för kollektivtrafiken i Hallands län (förutom i Kungsbacka kommun, där Västtrafik sköter lokaltrafiken). 
Hallandstrafiken arrangerar nästan 50 000 resor i Halland varje dag. Samtlig trafik körs på entreprenad och underentreprenörerna Hallandstrafiken har avtal med kör varje år mer än två miljoner mil i Hallandstrafikens regi. Detta inkluderar busstrafik, Öresundståg, Pågatåg, Västtågen och Krösatågen. Hallandstrafiken är dessutom bokningscentral för länets sjukresor och färdtjänstresor i Laholms, Halmstads, Falkenbergs, Varbergs och Hyltes kommuner.
Förvaltningen är en del av Region Halland. Huvudkontoret ligger på Holgersgatan 29 i Falkenberg. 
Hallandstrafiken är sedan 1 januari 2023 en förvaltning inom Region Halland efter att tidigare ha varit ett dotterbolag till regionen.

## Trafik

### Buss
Hallandstrafiken har hand om landsbygdstrafiken med buss i länet (utom Kungsbacka kommun) och stadstrafiken i Varberg, Falkenberg, Halmstad och Laholm. 

### Tåg
Tåg körs på tre sträckor: 
- Öresundståg  och Pågatågen på Västkustbanan.
- Västtågen på Viskadalsbanan.
- Krösatågen på HNJ-banan.

## Biljettsortiment

### Sortiment
I Hallandstrafikens biljettsortiment finns sju olika biljetter tillgängliga för köp året runt:  
- Enkel
- 24 timmar
- 5x24
- 10x24
- 30 dagar
- 90 dagar
- 365 dagar

Hallandstrafiken erbjuder också olika specialbiljetter:
- Företagsbiljetter
- Skolbiljetter
- Fritidsbiljett (endast ungdom)
- Seniorbiljett (endast för personer 75+ folkbokförda i Varberg, Falkenberg eller Halmstad kommun)
- Sommarbiljett (15 juni-15 augusti)